# Bulbophyllum rhopaloblepharon
Bulbophyllum rhopaloblepharon är en orkidéart som beskrevs av Rudolf Schlechter. Bulbophyllum rhopaloblepharon ingår i släktet Bulbophyllum och familjen orkidéer. Inga underarter finns listade i Catalogue of Life.